# Salvatierra (comarca)
Salvatierra (también conocida como Condado de Salvatierra) es una subcomarca de la comarca de Guijuelo, en la provincia de Salamanca, Castilla y León, España. Sus límites no se corresponden con una división administrativa, sino con una demarcación histórico-tradicional.

## Geografía
La comarca de Salvatierra está situada en el sureste de la provincia de Salamanca y el centro de la comarca de Guijuelo. Ocupa 256,95 km².

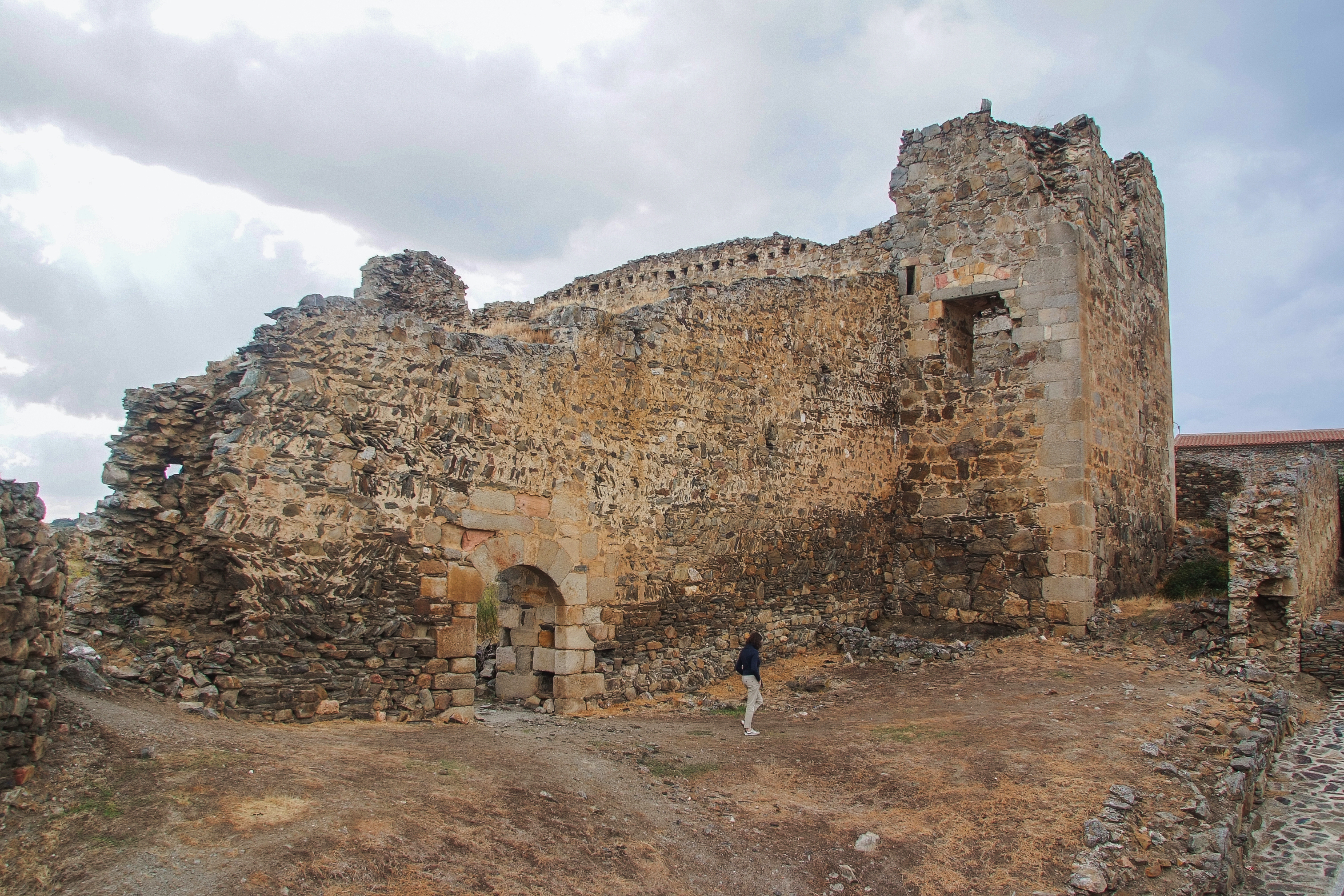
Castillo de la Mora Encantada, Salvatierra de Tormes

### Demarcación
Comprende 8 municipios: Aldeavieja, Berrocal, Fuenterroble, Guijuelo, Montejo, Pedrosillo, Pizarral y Salvatierra de Tormes.
Navarredonda de Salvatierra es actualmente es una pedanía de Frades de la Sierra (comarca de Entresierras) pero forma parte de la comarca de Salvatierra. En el caso contrario encontramos a los municipios de Casafranca y La Tala, que aunque históricamente se integraron en la comarca de Salvatierra, hoy forman parte de las comarcas de Entresierras y Alto Tormes respectivamente. Esto ocurre por distintos motivos. La Tala ha quedado separada por el embalse de Santa Teresa mientras que Casafranca ha pasado a autoconsiderarse parte de Entresierras.
La capital histórica del territorio es Salvatierra de Tormes pero sin duda la capital económica o centro neurálgico es Guijuelo.
Limita con el Campo de Salamanca al norte, con la Tierra de Alba y el Alto Tormes al este, con la Sierra de Béjar al sur y con Entresierras al oeste.
| Noroeste: Campo de Salamanca | Norte: Campo de Salamanca | Nordeste: Tierra de Alba |
| Oeste: Entresierras          |                           | Este: Alto Tormes        |
| Suroeste: Sierra de Béjar    | Sur: Sierra de Béjar      | Sureste: Alto Tormes     |

## Demografía
| Gráfica de evolución demográfica de Comarca de Salvatierra entre 1900 y 2021                                                                                  |
| |
| Población de derecho (1900-1991) o población residente (2001, 2010) según los censos de población del INE Población según el padrón municipal de 2021 del INE |

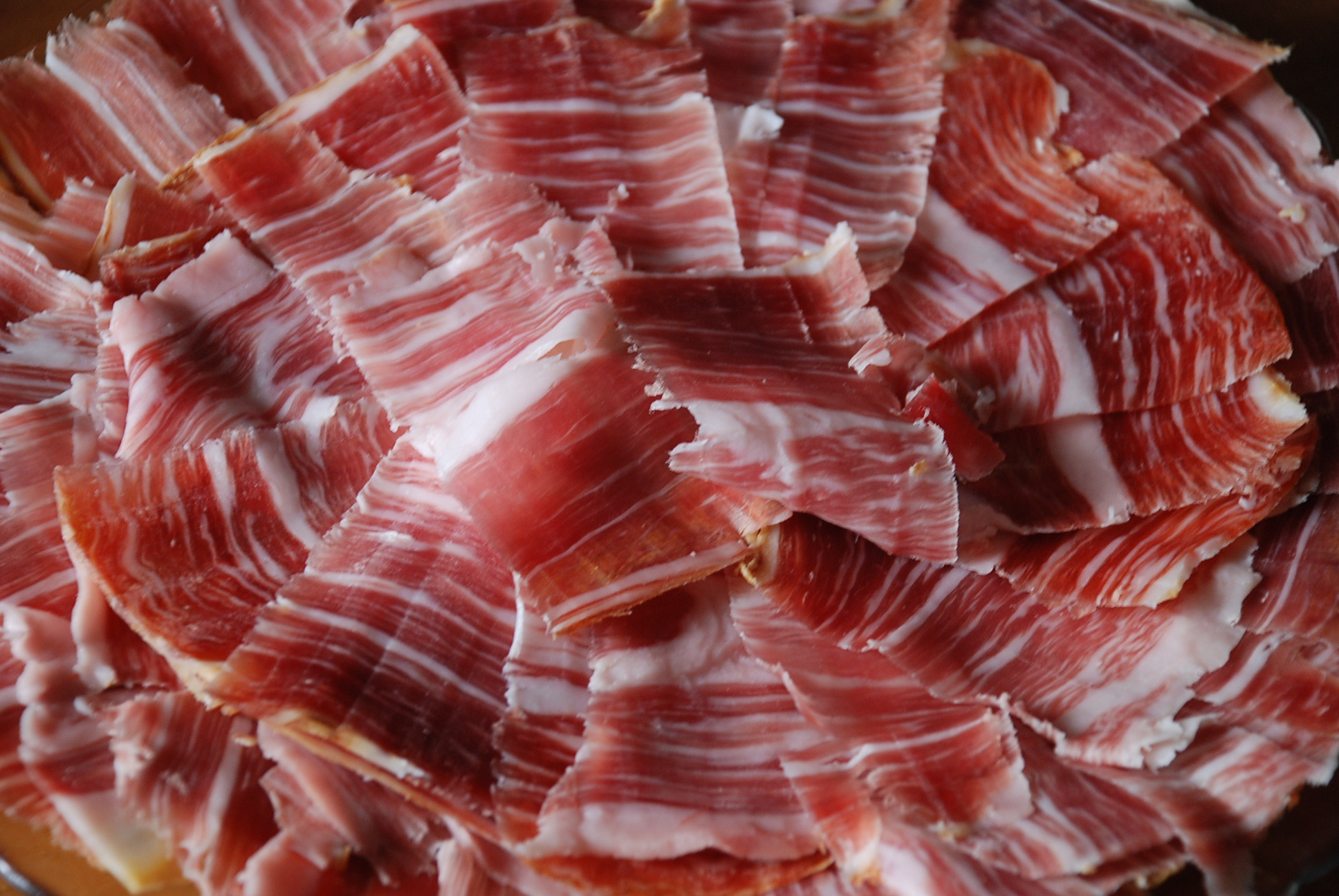
Jamón de Guijuelo

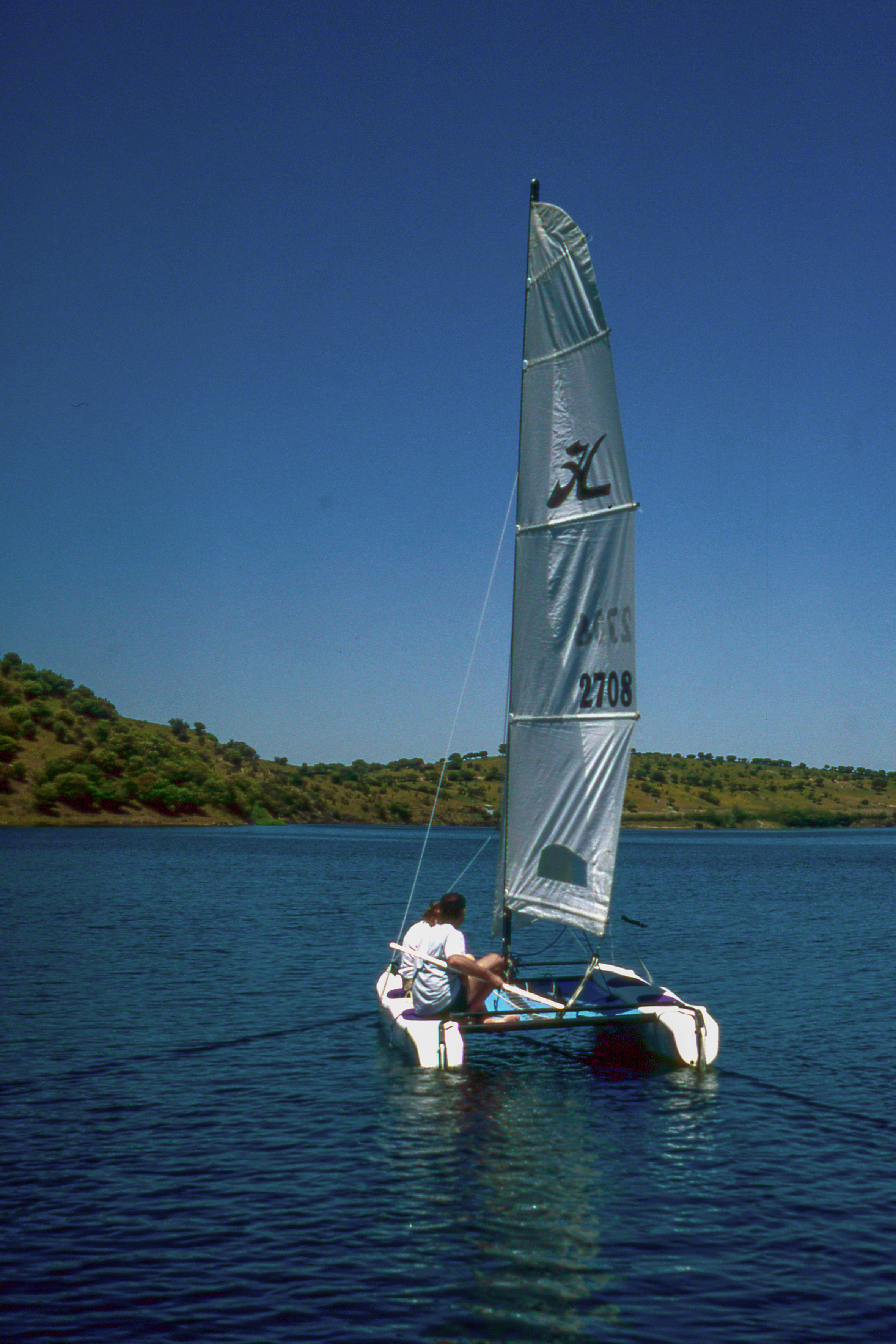
Embalse de Santa Teresa

A pesar de que la demografía total de la comarca se ha mantenido estable en términos generales, no podemos decir lo mismo si observamos la comarca excluyendo a Guijuelo.
Guijuelo, debido a su pujante industria chacinera, ha sido el municipio que ha aglutinado a la gran mayoría de la población de la comarca sufriendo un gran ascenso de población desde principios de siglo XX y especialmente a partir de los años 60. Esto quiere decir que el éxodo rural producido en el resto de municipios de la comarca durante los años 60 y sucesivos ha engordado la población de dicha localidad, dejando en una situación muy precaria la población del resto de municipios.
Por tanto si excluimos a Guijuelo podemos decir que el éxodo rural ha sido muy duro en esta comarca, siendo poblaciones como Pizarral o Salvatierra de Tormes de las más castigadas (esta última ha perdido casi el 70% de su población debido a que se desalojó durante los 50-60 ya que supuestamente iba a ser anegada por el pantano).
A pesar del gran crecimiento de Guijuelo, ni siquiera el aumento de este ha podido amortiguar la gran caída de población que se produjo en la comarca entre los 60 y los 70.

## Historia
Los orígenes de Salvatierra como comarca se remontan a la repoblación llevada a cabo por el rey de León Alfonso IX a principios del siglo XIII, creando este monarca en 1203 el concejo de Salvatierra o Alfoz de Salvatierra, dentro del Reino de León, otorgándole a dicha localidad el título de Villa, favorecida por su situación estratégica en el paso del Tormes.
Con la creación de las actuales provincias en 1833, la comarca de Salvatierra quedó integrado en la provincia de Salamanca, dentro de la Región Leonesa, despoblándose su capital histórica en la década de los cincuenta y sesenta del siglo XX al construirse el embalse de Santa Teresa, que finalmente no llegó a anegarla como se había previsto. Para entonces el núcleo más poblado de la comarca ya era Guijuelo, que en la actualidad es la capital económica y de servicios de Salvatierra.